# Nustrup
Nustrup – miasto w Danii, w regionie Dania Południowa, w gminie Haderslev.